# Olgierd Nowosielski
Olgierd Aleksander Nowosielski (ur. 24 marca 1930 w Mostwiliszkach w województwie wileńskim, zm. 28 marca 2013 w Skierniewicach) – polski specjalista w zakresie agronomii, chemii rolnej i nawożenia roślin ogrodniczych, profesor doktor habilitowany nauk rolniczych.

## Życiorys
Absolwent Liceum im. Tadeusza Reytana w Warszawie (1948) i studiów wyższych na Wydziale Rolnym Szkoły Głównej Gospodarstwa Wiejskiego w Warszawie (1951 dyplom inżyniera rolnika, 1953 dyplom magistra). W 1958 uzyskał stopień naukowy doktora, a w 1963 habilitację. W 1972 otrzymał tytuł profesora nauk rolniczych. W latach 1951–1964 pracownik naukowy SGGW, w 1964 współtwórca Instytutu Warzywnictwa im. Emila Chroboczka w Skierniewicach, bliski współpracownik jego pierwszego dyrektora Emila Chroboczka, zastępca dyrektora instytutu ds. naukowych.
Zorganizował w Instytucie Warzywnictwa Pracownię Nawożenia, a następnie Zakład Nawożenia, którym kierował do przejścia na emeryturę w 2000. Był twórcą powszechnie stosowanych w Polsce nawozów sztucznych, m.in. Florovit, Nowokont, Hydrovit, Frugal, Ekolist, Florogama, Ekofoska i Plonofoska. W latach 1975–1980 przewodniczący Zespołu Nawożenia przy Komitecie Nauk Ogrodniczych Polskiej Akademii Nauk, a w latach 1992–1995 członek Zespołu Rolnictwa i Gospodarki Żywnościowej Komitetu Badań Naukowych. Autor 120 prac naukowych oraz trzech podręczników: Nawożenie roślin warzywnych (1968), Metody oznaczania potrzeb nawożenia (1968) i Zasady opracowywania zaleceń nawozowych w ogrodnictwie (1972). Po przejściu na emeryturę kontynuował prace badawcze i w 2009 opracował nowy nawóz sztuczny o nazwie Astvit.
Pochowany na cmentarzu Wawrzyszewskim w Warszawie (kwatera 7c-1-35-36).